# スケートをする人々 (バレエ)
『スケートをする人々 (レ・パティヌール)』(Les Patineurs)は、振付家フレデリック・アシュトンによるバレエ作品。音楽は、ジャコモ・マイアベーアの楽曲をコンスタント・ランバートが編曲したものが使用されている。舞台美術と衣装はウィリアム・チャペルが手掛けた。
1937年2月16日、ロンドンのサドラーズウェルズ劇場で、ヴィック・ウェルズ・バレエにより初演された。本作は、「一見はじけるように賑やかだが、実は完璧に作られた複雑な構成をもつ、典型的なアシュトン・バレエ」と評されている。

## 概要

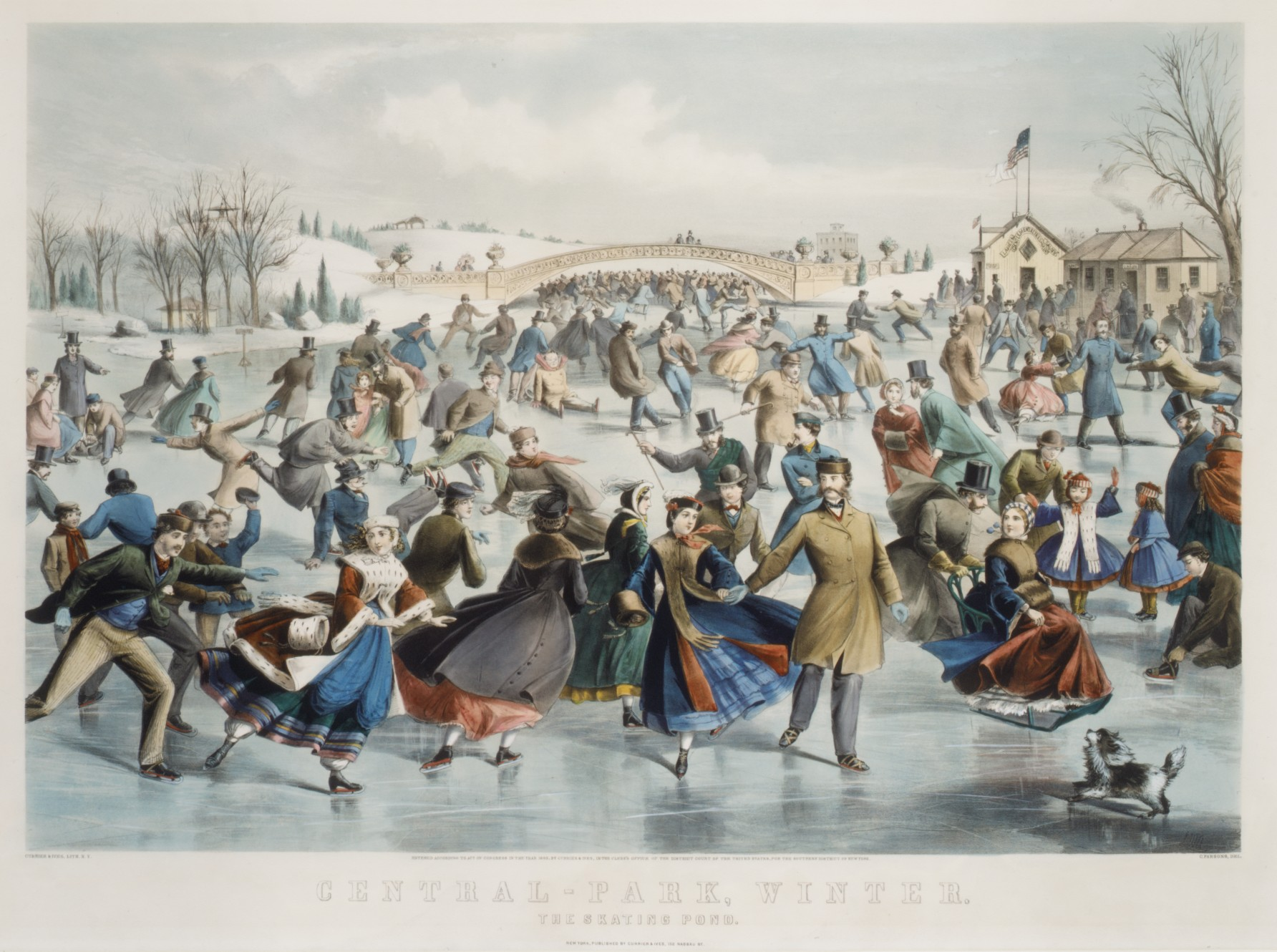
ヴィクトリア朝と同時代の19世紀アメリカで、スケートをする人々の様子 (Central Park, Winter – The Skating Pond. Currier & Ives, 1862.)

本作は1幕のバレエであり、ヴィクトリア朝の人々が、ある冬の晩に凍った池でスケートをする様を描いている。池は白いアーチ型の格子垣で半円状に囲われており、背景には雪で覆われた森が広がっている。上方に吊られた色とりどりの提灯が、氷を模した白いキャンバスのような床板に光を投げかけるとともに、星空の下に浮かび上がる黒い木々をぼんやりと照らしている。
初めに登場するスケーターは、揃いの茶色い上着を着た4組の男女（ブラウン・カップルズ）である。まもなく他のスケーターたちも加わり、青い上着と帽子の少女2人（ブルー・ガールズ）、赤い上着と帽子の少女2人（レッド・ガールズ）、全身白い衣装をまとった男女（ホワイト・カップル）、そして青い服の少年1人（ブルー・ボーイ）が登場する。若者たちは様々な組み合わせで、氷の上を滑ったり、跳んだり、回ったりし、楽しそうに踊る。やがて雪が降り始め、最後はブルー・ボーイだけが舞台に残り、池の中央でコマのように回転する。

## 初演キャスト

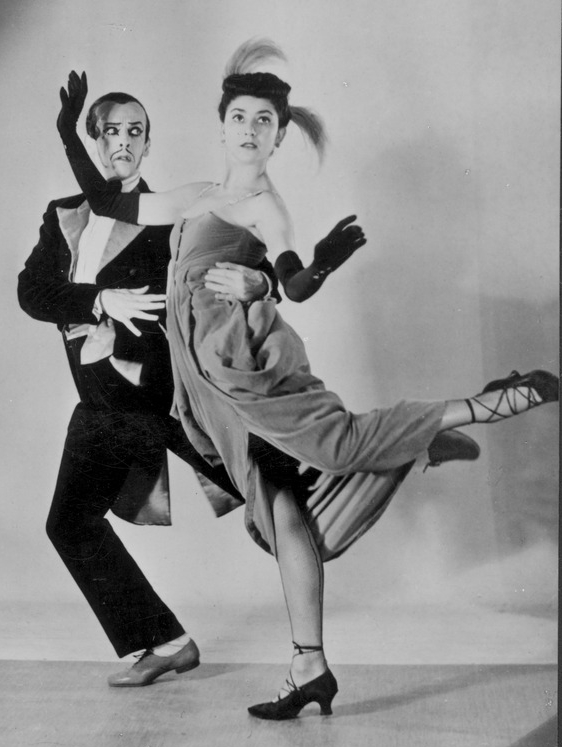
アシュトン振付『ファサード』で共演するフォンティンとヘルプマン

15人のみのダンサーによって演じられる本作は、物語バレエではなく、ディヴェルティスマンの形式をとっている。物語上の展開はなく、初めから終わりまで次々とダンスが続く。
初演時、プリンシパル・ダンサーが演じるホワイト・カップルに配役されたのは、マーゴ・フォンテインとロバート・ヘルプマンである。ブルー・ガールズはメアリー・ホウナーとエリザベス・ミラーが、レッド・ガールズはジューン・ブレイとパメラ・メイが演じた。また、超絶技巧のソロを踊るブルー・ボーイを演じたのはハロルド・ターナーである。

## 振付
本作の上演時間は約25分であり、振付の構成は以下のようになっている。
- 登場と8人の踊り（ブラウン・カップルズ）
- スケーターたちの踊り（ブルー・ガールズとブラウン・カップルズ）
- ソロ（ブルー・ボーイ）
- パ・ド・ドゥ（ホワイト・カップル）
- 群舞、続いて小集団の踊り（全員）
- パ・ド・トロワ（ブルー・ボーイとブルー・ガールズ）
- 2人の少女の踊り（レッド・ガールズ）
- 6人の踊り（ブラウン・ボーイズとレッド・ガールズ）
- 2人の少女の踊り（ブルー・ガールズ）
- フィナーレ（全員）

本作の真の主役は、ロマンティックなパ・ド・ドゥを踊ったホワイト・カップル役のフォンテインとヘルプマンではなく、ブルー・ボーイを踊ったハロルド・ターナーであった。本作を振り付けたアシュトンは、前年の夏にバレエ・リュス・ド・コロネル・ド・バジルがロンドンで公演したことを受け、彼らの作品の人気に負けないような素晴らしい傑作を作り上げることを主な狙いとしていた。ターナーは類まれな才能に恵まれたダンサーであり、その超絶技巧を存分に発揮した。
ブルー・ボーイは大変な難役であるが、ブルー・ガールズもそれに劣らない。また、ブラウン・ボーイズは、コール・ド・バレエではなくソリスト級のダンサーが演じることの方が多い。これは、ブラウン・ボーイズの軽快に飛び跳ねる踊りが、相当な跳躍とスタミナを必要とするためである。

## 歴史
本作の着想を得たのは、1930年代にヴィック・ウェルズ・バレエで音楽監督を務めていたコンスタント・ランバートである。ランバートは、バレエ団の音楽面だけでなく芸術面全般に大きな影響を与えていた。調べ物をしていたランバートは、ポール・タリオーニによる1849年のバレエ『冬の楽しみ、あるいはスケートをする人々』の古いプログラムを偶然発見し、スケートを主題にした新しいバレエを作ることを思いつく。ランバートは楽曲を作るにあたり、マイアベーアの2つのオペラ『預言者』と『北極星』に登場する歌曲と舞踊曲を選び、編曲した。完成した曲は、『北極星』第2幕冒頭のワルツで始まる、たまらないほど楽しい作品だった。
当初、振付はニネット・ド・ヴァロアが行う予定であったが、アシュトンは、ランバートがピアノで曲を演奏するのを聞き、自分にやらせてほしいと頼んだ。アシュトンはアイススケートについてほとんど知らなかったが、ダンサーの1人であるエリザベス・ミラーが、いくつかのスケートの動きや技をやって見せてくれた。それらをバレエの動きに置き換えたアシュトンは、本作を通じて、当時急成長中だったイングランドのバレエが優れた技術をもっていることを明らかにしようとし、人々の喝采を浴びた。
本作の成功は、アシュトンの想像をはるかに超えるものだった。初演で大成功を収めた後、本作はヴィック・ウェルズ・バレエからサドラーズ・ウェルズ・バレエ団へ、さらにロイヤル・バレエ団へと引き継がれながら、ロンドンで1937年から1968年までの全シーズン上演された(1960年を除く)。1950年代から1980年代にかけては、イギリスの多くの市でツアーが行われた。2011年までに、ロイヤル・オペラ・ハウスだけでも350回以上の公演が行われている。
本作は、アメリカ、カナダ、南アフリカ、オーストラリア、ニュージーランド、ドイツ、フランス、トルコでも上演されている。1946年にアメリカン・バレエ・シアターが上演した際は、舞台美術と衣装を新たにセシル・ビートンが手掛けたが、チャペルによる元のデザインとはかけ離れており、満場一致で不評であった。

## 上演記録
本作は、テレビで放映された最初のバレエ作品の1つである。1937年5月3日、アレクサンドラ・パレスで行われた公演をBBCが放映した。ただし、録画はされておらず、映像は残っていない。
楽曲の録音は、1939年にランバートとサドラーズ・ウェルズ・オーケストラによって行われた。その後も、ジャン・マルティノン、チャールズ・マッケラス、ユージン・オーマンディ、アンタル・ドラティ、ロバート・アーヴィング、ヒューゴ・リグノルドら多くの指揮者が録音を行ったが、それらの著名な演奏は、現在すべて廃盤となっている。
2010年12月にはロイヤル・バレエ団によるロイヤル・オペラ・ハウスでの上演が収録され、2011年にDVD化された。指揮はポール・マーフィ、演奏はロイヤル・バレエ・シンフォニアが行った。出演はスティーヴン・マクレイ、サラ・ラム、ルパート・ペネファーザー、ラウラ・モレーラ、サマンサ・レイン、平野亮一、リアム・スカーレット、アンドレイ・ウスペンスキー、高田茜らである。